# Günter Hermann
Günter Hermann (Rehburg, Alemania Federal, 5 de diciembre de 1960) es un exjugador y actual entrenador de fútbol alemán. En su etapa como jugador profesional se desempeñaba como centrocampista. Actualmente es director deportivo del FC Oberneuland de Alemania.

## Selección nacional
Fue internacional con la selección de Alemania Federal en 2 ocasiones. Formó parte de la selección campeona del mundo en 1990, pese a no haber jugado ningún partido.

### Participaciones en Copas del Mundo
| Mundial                        | Sede   | Resultado | Partidos | Goles |
| ------------------------------ | ------ | --------- | -------- | ----- |
| Copa Mundial de Fútbol de 1990 | Italia | Campeón   | 0        | 0     |

## Clubes

### Como jugador
| Equipo             | País     | Año       |
| ------------------ | -------- | --------- |
| Werder Bremen      | Alemania | 1982-1992 |
| SG Wattenscheid 09 | Alemania | 1992-1994 |
| Hannover 96        | Alemania | 1994-1996 |

### Como entrenador
| Equipo                              | País     | Año       |
| ----------------------------------- | -------- | --------- |
| Rotenburger SV                      | Alemania | 1996-1998 |
| FC Oberneuland                      | Alemania | 1999      |
| Osterholz-Scharmbeck                | Alemania | 2002-2014 |
| FC Oberneuland                      | Alemania | 2014-2015 |
| FC Oberneuland (director deportivo) | Alemania | 2015-     |
| FC Oberneuland (interino)           | Alemania | 2017      |

## Palmarés

### Campeonatos nacionales
| Título           | Equipo        | País             | Año  |
| ---------------- | ------------- | ---------------- | ---- |
| Bundesliga       | Werder Bremen | Alemania Federal | 1988 |
| Copa de Alemania | Werder Bremen | Alemania Federal | 1991 |
| Bundesliga       | Werder Bremen | Alemania         | 1993 |

### Copas internacionales
| Título                 | Equipo           | Sede              | Año  |
| ---------------------- | ---------------- | ----------------- | ---- |
| Copa Mundial de Fútbol | Alemania Federal | Italia            | 1990 |
| Recopa de Europa       | Werder Bremen    | Lisboa (Portugal) | 1992 |

## Condecoraciones
| Distinción      | Año  |
| --------------- | ---- |
| Laurel de Plata | 1990 |